# Eisuke Nakanishi
Eisuke Nakanishi (中西 永輔 Nakanishi Eisuke?, nacido el 23 de junio de 1973 en Suzuka, Mie) es un exfutbolista japonés.
Fue miembro de la selección de fútbol japonesa entre 1997 y 2002, jugando 2 partidos en el Copa Mundial de Fútbol de 1998.

## Estadísticas

### Clubes
| Rendimiento de club | Rendimiento de club | Rendimiento de club | Liga  | Liga  | Copa               | Copa               | Copa de liga   | Copa de liga   | Continental | Continental | Total | Total |
| Temporada           | Club                | Liga                | Part. | Goles | Part.              | Goles              | Part.          | Goles          | Part.       | Goles       | Part. | Goles |
| Japón               | Japón               | Japón               | Liga  | Liga  | Copa del Emperador | Copa del Emperador | Copa J. League | Copa J. League | Asia        | Asia        | Total | Total |
| ------------------- | ------------------- | ------------------- | ----- | ----- | ------------------ | ------------------ | -------------- | -------------- | ----------- | ----------- | ----- | ----- |
| 1992                | JEF Unió Ichihara   | J1 Liga             | -     | -     |                    |                    | 7              | 0              | -           | -           | 7     | 0     |
| 1993                | JEF Unió Ichihara   | J1 Liga             | 32    | 2     | 1                  | 0                  | 6              | 3              | -           | -           | 39    | 5     |
| 1994                | JEF Unió Ichihara   | J1 Liga             | 22    | 1     | 1                  | 0                  | 2              | 0              | -           | -           | 25    | 1     |
| 1995                | JEF Unió Ichihara   | J1 Liga             | 31    | 5     | 1                  | 0                  | -              | -              | -           | -           | 32    | 5     |
| 1996                | JEF Unió Ichihara   | J1 Liga             | 20    | 5     | 0                  | 0                  | 10             | 1              | -           | -           | 30    | 6     |
| 1997                | JEF Unió Ichihara   | J1 Liga             | 18    | 4     | 1                  | 1                  | 6              | 1              | -           | -           | 25    | 6     |
| 1998                | JEF Unió Ichihara   | J1 Liga             | 22    | 2     | 1                  | 0                  | 2              | 0              | -           | -           | 25    | 2     |
| 1999                | JEF Unió Ichihara   | J1 Liga             | 26    | 9     | 1                  | 1                  | 1              | 0              | -           | -           | 28    | 10    |
| 2000                | JEF Unió Ichihara   | J1 Liga             | 27    | 3     | 3                  | 0                  | 1              | 0              | -           | -           | 31    | 3     |
| 2001                | JEF Unió Ichihara   | J1 Liga             | 29    | 3     | 3                  | 2                  | 4              | 0              | -           | -           | 36    | 5     |
| 2002                | JEF Unió Ichihara   | J1 Liga             | 24    | 0     | 2                  | 0                  | 4              | 0              | -           | -           | 30    | 0     |
| 2003                | JEF Unió Ichihara   | J1 Liga             | 22    | 0     | 0                  | 0                  | 2              | 1              | -           | -           | 24    | 1     |
| 2004                | Yokohama F. Marinos | J1 Liga             | 20    | 0     | 0                  | 0                  | 6              | 0              | 3           | 0           | 29    | 0     |
| 2005                | Yokohama F. Marinos | J1 Liga             | 13    | 0     | 2                  | 0                  | 1              | 0              | 3           | 0           | 19    | 0     |
| 2006                | Yokohama F. Marinos | J1 Liga             | 3     | 0     | 0                  | 0                  | 3              | 0              | -           | -           | 6     | 0     |
| País                | Japón               | Japón               | 309   | 34    | 16                 | 4                  | 55             | 6              | 6           | 0           | 386   | 44    |
| Total               | Total               | Total               | 309   | 34    | 16                 | 4                  | 55             | 6              | 6           | 0           | 386   | 44    |

### Selección nacional
Fuente:
| Selección de Japón | Selección de Japón | Selección de Japón |
| Año                | Part.              | Goles              |
| ------------------ | ------------------ | ------------------ |
| 1997               | 5                  | 0                  |
| 1998               | 6                  | 0                  |
| 1999               | 1                  | 0                  |
| 2000               | 1                  | 0                  |
| 2001               | 0                  | 0                  |
| 2002               | 1                  | 0                  |
| Total              | 14                 | 0                  |

#### Participaciones en fases finales
| Torneo                         | Sede    | Resultado    | Partidos | Goles |
| ------------------------------ | ------- | ------------ | -------- | ----- |
| Copa Mundial de Fútbol de 1998 | Francia | Primera fase | 2        | 0     |